# Čišćenje
Čišćenje se može uvrstiti u dvije različite kategorije tehnika borilačkih vještina. 
- Iz stojećeg položaja, tehnike čišćenja uključuju rušenje protivnika, prvenstveno koristeći noge za napad, kako bi se protivniku izbilo tlo pod nogama.

- Na tlu, čišćenja su tehnike za preokretanje položaja, odnosno za hvatanje protivničkog napada iz obrambenog položaja.

U nekim borilačkim vještinama, čišćenje se poistovjećuje s nožnim bacanjima.

## Vanjske poveznice
- Sweep in martial arts
- Foot sweeps
- The 5 best foot sweeps in Judo.
- Judo's secret weapon.  Arhivirana inačica izvorne stranice od 16. svibnja 2023. (Wayback Machine)
- Wrestling - Single leg sweep.